# Federazione pallavolistica delle Kiribati
La Federazione gilbertese di pallavolo (eng. Kiribati National Volleyball Federation, KNVF) è un'organizzazione fondata per governare la pratica della pallavolo nelle Kiribati.
Organizza il campionato maschile e femminile, e pone sotto la propria egida la nazionale maschile e femminile.
Ha aderito alla FIVB nel 2000.